# 부도리의 꿈 (영화)
《부도리의 꿈》(일본어: グスコーブドリの伝記)은 2012년 개봉한 일본의 애니메이션 영화이다. 미야자와 겐지의 동화 《구스코 부도리의 전기》를 원작으로 한다.

## 줄거리
고양이 부도리는 아름다운 이하토브 숲에서 부모님과 여동생 네리와 함께 행복하게 살고 있다. 갑작스런 천재지변이 일어나고 식량을 구하러 숲에 나갔던 부모가 돌아오지 않자 부도리는 여동생을 보호하며 숲속 오두막에서 살아간다. 그러던 어느날 정체불멸의 고양이가 여동생 네리를 데리고 사라져 버리자 여동생을 되찾기 위한 부도리의 모험이 시작된다.

## 등장인물 및 성우

### 출연진
- 오구리 슌 - 구스코 부도리 목소리 역
- 쿠츠나 시오리 - 구스코 네리 목소리 역
- 에모토 아키라 - 쿠보박사 목소리 역
- 사사키 쿠라노스케 - 코토리 목소리 역
- 쿠사카리 타미요 - 부도리 엄마 목소리 역
- 하야시 류조 - 부도리 아빠 목소리 역

### 한국어 성우
- 엄상현 - 부도리
- 신송이 - 네리
- 이완호 - 나레이션
- 신정훈 - 코토리
- 박정욱 - 붉은 수염
- 박상우 - 비단 공장주 / 펜넨 소장
- 김창주 - 구보 박사